# 東調布町
東調布町（ひがしちょうふまち）は、東京府荏原郡にかつて存在した町である。おおむね現在の東京都大田区西部、東急多摩川線、東急池上線、東京都道311号環状八号線（環八通り）の沿線にあたる。

## 沿革
- 1889年（明治22年）5月1日 - 町村制の施行に伴い、嶺村、上沼部村の全域と、以下の2村の一部が合併して調布村が発足（カッコ内は残部の編入先）。
  - 鵜ノ木村（矢口村）
  - 下沼部村（玉川村）
- 1912年（明治45年）4月1日 - 多摩川を挟んで両岸に蛇行していた神奈川県橘樹郡との境が多摩川上に設定され、大字嶺、下沼部の一部が神奈川県橘樹郡御幸村に編入される。（現在の川崎市中原区中丸子の河川敷、および下沼部）
- 1928年（昭和3年）4月1日 - 調布村が町制施行、北多摩郡調布町との重複を避けるために改称して東調布町となる。
- 1932年（昭和7年）10月1日 - 荏原郡全域が東京市に編入。東調布町は蒲田区となる案もあったが、大森区となる。
- 1947年（昭和22年）3月15日 - 大森区が蒲田区と合併し、大田区を設置。

## 交通

### 鉄道
- 東京横浜電鉄（現・東京急行電鉄）
  - 東横線：田園調布駅 - 多摩川園前駅（現・多摩川駅）
- 目黒蒲田電鉄（現・東京急行電鉄）
  - 目蒲線：田園調布駅 - 多摩川園前駅 - 沼部駅 - 鵜ノ木駅（現・鵜の木駅）
- 池上電気鉄道（現・東京急行電鉄）
  - 本線：調布大塚駅（雪ヶ谷駅と統合し、現・雪が谷大塚駅） - 御嶽山駅 - 東調布駅（現・久が原駅） - 慶大グラウンド前駅（現・千鳥町駅）

### 道路
- 中原街道

## 現在の地名
- 鵜の木、北嶺町、千鳥、田園調布、田園調布本町、田園調布南、西嶺町、東嶺町、南久が原、雪谷大塚町（いずれも大体の範囲）